# Bảo tàng Khu vực Leipzig
Bảo tàng Khu vực Leipzig (tiếng Ba Lan: Muzeum Regionalne w Lipsku) là một bảo tàng tọa lạc tại số 2 Quảng trường chợ, Leipzig, Ba Lan. Bảo tàng hoạt động trong cơ cấu tổ chức của Trung tâm Văn hóa Thành phố và Xã.

## Lược sử hình thành
Bảo tàng Khu vực Leipzig được thành lập vào năm 1973. Trụ sở của Bảo tàng là nơi trước đây từng được dùng làm Tòa thị chính. Từ năm 2005, Hiệp hội Living Architecture Studio ở Dąbrowa Białostocka tiếp quản việc chăm sóc Bảo tàng. Nhờ những nỗ lực của Hiệp hội cùng sự hợp tác của Hiệp hội Nghệ sĩ Dân gian địa phương và Bảo tàng Podlasie ở Białystok, dự án Bảo tàng Truyền thống và Trứng Phục sinh Leipzig nhằm bảo tồn truyền thống về trứng Phục sinh được khởi động vào năm 2007.

## Triển lãm
Bảo tàng Khu vực Leipzig hiện đang tổ chức triển lãm trứng Phục sinh. Ngoài ra, Bảo tàng còn có các xưởng thủ công mỹ nghệ dân gian.
Bảo tàng cũng triển lãm các bộ sưu tập lịch sử nhằm giới thiệu lịch sử kéo dài bảy thế kỷ của địa phương và các vùng xung quanh. Triển lãm dân tộc học trưng bày các dụng cụ phục vụ nông nghiệp, vật dụng của các hộ gia đình, và các thứ khác.

## Giờ mở cửa
Du khách có thể tham quan Bảo tàng Khu vực Leipzig sau khi có sự sắp xếp trước.